# Рич, Роберт, 1-й граф Уорик
Роберт Рич (англ. Robert Rich, декабрь 1559 или приблизительно 1560 — 24 марта 1619, Лондон, Королевство Англия) — английский аристократ, 3-й барон Рич с 1581 года, 1-й граф Уорик с 1618 года. Муж Пенелопы Деверё.

## Биография
Роберт Рич родился, по разным данным, в декабре 1559 года или приблизительно в 1560 году в семье 2-го барона Рича того же имени и его супруги Элизабет Балдри. Ричи были самыми влиятельными землевладельцами в Эссексе, где им принадлежали более 70 маноров. В 1581 году Роберт-младший был избран от этого графства в Палату общин, но спустя всего 20 дней, после смерти отца, унаследовал семейные владения и титул и занял место в Палате лордов как 3-й барон Рич. В последующие годы он энергично вмешивался в ход парламентских выборов в своём графстве (в 1588 году Тайному совету пришлось вмешаться и остановить барона, поддерживавшего одного из кандидатов).
Барон был женат на сестре Роберта Деверё, 2-го графа Эссекса, фаворита королевы Елизаветы. Он поддерживал шурина, но при этом старался сохранять хорошие отношения с его политическими противниками. В 1596 году Рич принял участие в морском походе Эссекса на испанский Кадис, но в пути отделился от основной эскадры, отправившись во Францию в составе посольства Гилберта Толбота, 7-го графа Шрусбери. В 1601 году, когда Эссекс поднял мятеж, Рич отстранился от происходящего под предлогом болезни (возможно, вымышленной).
2 августа 1618 года Рич получил титул графа Уорика. 24 марта 1619 года он умер в своём особняке в Лондоне.

## Семья
10 января 1581 года Роберт Рич женился на Пенелопе Деверё, дочери Уолтера Деверё, 1-го графа Эссекса, и Летиции Ноллис. В этом браке родились семь детей:
- Роберт, 4-й барон Рич и 2-й граф Уорик (1587—1658)[5];
- Генри, 1-й граф Холланд (1590—1649)[6];
- Изабелла, жена сэра Джона Смита[7];
- Чарльз (умер в 1627)[8];
- Пенелопа[9];
- Летиция (приблизительно 1583—1619), жена сэра Джорджа Кэрью[10];
- Эссекс (приблизительно 1585 — ?), жена сэра Томаса Чика[11][12].

С 1595 года у баронессы Пенелопы был постоянный любовник Чарльз Блаунт (впоследствии 1-й граф Девоншир). После казни Эссекса барон выгнал жену, а в 1605 году добился официального развода. 21 декабря 1616 года он женился на Фрэнсис Врей, дочери сэра Кристофера Врея и Энн Гирлингтон. Этот брак остался бездетным.